# Budens
Budens is een plaats (freguesia) in de Portugese gemeente Vila do Bispo en telt 1573 inwoners (2001).